# Phlegetonia holocausta
Phlegetonia holocausta là một loài bướm đêm trong họ Noctuidae.